# Ferdynand Wittelsbach
Ferdynand Wittelsbach (ur. 6 października 1577 w Monachium – zm. 13 września 1650 w Arnsbergu) – elektor arcybiskup Kolonii w latach 1612–1650.

## Życiorys
Syn Wilhelma V księcia Bawarii i Renaty Lotaryńskiej. Jego dziadkami byli: Albrecht V Wittelsbach i Anna Habsburg oraz Franciszek I Lotaryński i Krystyna Oldenburg, księżniczka duńska.
Był trzecim synem który dożył pełnoletniości, został przeznaczony do stanu duchownego tak jak jego starszy brat Filip Wilhelm. Był kanonikiem w Moguncji, Trewirze, Salzburgu, Würzburgu, Pasawie oraz Kolonii. W 1591 roku został koadjutorem probostwa Berchtesgaden, a w 1594 roku księciem – proboszczem Berchtesgaden. W 1595 roku został wybrany biskupem koadiutorem diecezji kolońskiej, gdzie arcybiskupem był jego wuj Ernest Wittelsbach. Po śmierci Ernesta w 1612 roku został arcybiskupem Kolonii, księciem Westfalii, panem Vest Recklinghausen, arcykanclerzem Włoch, księciem elektorem, biskupem Münsteru, Hildesheim, Liège i księciem-opatem Stavelot-Malmedy. W 1618 roku został biskupem Paderborn. Mianował swojego bratanka Maksymiliana Henryka biskupem koadiutorem diecezji kolońskiej.